# Copper Sky
Copper Sky è un film del 1957 diretto da Charles Marquis Warren.
È un western statunitense con Jeff Morrow, Coleen Gray e Strother Martin.

## Produzione
Il film, diretto da Charles Marquis Warren su una sceneggiatura di Eric Norden e un soggetto di Robert Stabler, fu prodotto da Robert Stabler per la Emirau Productions e la Regal Films e girato a Kanab Canyon, Kanab, Utah, a Johnson Canyon, Kanab, Utah, dal 4 giugno 1957. Il titolo di lavorazione fu The Far West. Il brano della colonna sonora Copper Sky fu composto da Raoul Kraushaar, Joe Hoover e Marilyn Hoover.

## Distribuzione
Il film fu distribuito negli Stati Uniti nl settembre 1957 al cinema dalla Twentieth Century Fox.
Altre distribuzioni:
- in Messico il 5 gennaio 1961 (Cielo de cobre)
- in Belgio (Tragique odyssée)
- in Brasile (Céu de Cobre)
- in Grecia (I megali sfagi)